# Haiku Fristajl (album)
Haiku Fristajl – pierwszy album grupy muzycznej Haiku Fristajl. Został wydany w 2006 roku nakładem Polskiego Radia. Materiał nagrywano w latach 2001–2004 w różnych studiach.

## Lista utworów
1. "Szczyty "
2. "Sarenka" (Kanoko)
3. "Świat się kończy" (Yo no naka)
4. "Osa/Kozioł" (Suzumebachi/Osuyagi)
5. "James Bąd" (Jēmusu Bondo)
6. "Cień chmury" (Un'ei)
7. "Kazik na wakacje" (Natsu yasumi no Kazikku kun)
8. "Adam Mickiewicz"
9. "Czekami"
10. "Wysiadła" (Orita)
11. "Twierdze" (Toride)
12. "Los eskimos" (Esukimō no unmei)
13. "Chwytać słońce" (Taiyō o tsukamu)
14. "Puszcza" (Genseirin)
15. "Drzewa" (Ki)
16. "O'raczy"

W nawiasach podano tytuły utworów po japońsku, zapisane w transkrypcji Hepburne’a.

## Autorzy
- Marcel "Emce Kwadrat" Adamowicz - wokal, klawiatury
- Dariusz "Brzóska" Brzóskiewicz - teksty, głosy
- Stanisław "Sójka" Sojka - głosy, skrzypce, fortepian
- Wojciech "Samplaire" Chołaściński - programowanie, klawiatury, loopy
- Karolina Szebla-Morinaga - przekłady tekstów na japoński